# 라리 펠드난드
라리 펠드난드(ラーリ・フェルドナント)는 《파이팅! 대운동회》의 등장인물이다.

## 성우
성우 - 야마구치 유리코 / 이연희(SBS) / 박경혜(OVA)

## 프로필
4980년 6월 30일에 태어남. 몽골 출신으로 작년도 코스모 뷰티. 첫 등장시에는 제시, 타냐, 마샬 3명을 혼자서 100대0의 점수로 쓰러뜨리는 압도적인 포스로 등장. 제시에게 도전을 받아 제시를 공포에 떨게 만들게하는 강한 파워를 선보이고 그도 역시 제시처럼 미도 토모에를 능가하기 위해 피나는 연습을 꾸준히 하고 있다. 대운동회 준결승에는 미도 토모에의 딸인 칸자키 아카리와 대결하나 크리스와의 우정의 힘으로 패배한다. 예전에는 미란다와 같은 팀이었고 미스터 미라클의 지도를 받았다. 똑같이 패배한 미란다와 다시 우정을 쌓고 같이 대학위성을 떠나게되고 미란다와 달리기 시합 도중에 교장의 요청으로 미루게 되 초운동회에 참여한다. 초운동회에서 미도 토모에와 달리기 시합을 하나 그의 충격파에 휩쓸려 다리를 다치고 패배해 아카리에게 충고하는 모습을 보였다. OVA에서는 항상 기계처럼 감정을 드러내지 않고 정작 자신에게만 집착하는 미란다에게 무관심으로 오직 같은 팀 멤버 타냐에게만 마음을 연다. 결승전에는 아카리에게 1초 차이로 패배한다.